# General Fernández Oro
General Fernández Oro är en ort i Argentina.   Den ligger i provinsen Río Negro, i den sydvästra delen av landet, 1 000 km sydväst om huvudstaden Buenos Aires. General Fernández Oro ligger 258 meter över havet och antalet invånare är 6 813.
Terrängen runt General Fernández Oro är platt. Trakten runt General Fernández Oro är nära nog obefolkad, med mindre än två invånare per kvadratkilometer.. Närmaste större samhälle är Neuquén, 11,6 km väster om General Fernández Oro.
Omgivningarna runt General Fernández Oro är i huvudsak ett öppet busklandskap.